# Ernest Shackleton
Sir Ernest Shackleton   (Kilkea Castle, 15 de febrer de 1874 - Grytviken, 5 de gener de 1922) CVO, OBE, Kt fou un explorador angloirlandès, principalment recordat per la seva expedició per l'oceà Antàrtic, de 1914 a 1916, amb el vaixell Endurance. Va rebre l'Orde Reial de Victòria i l'Orde de l'Imperi Britànic per les seves contribucions.
Nascut a Kilkea, al comtat de Kildare (Irlanda), Shackleton va ser membre de les quatre expedicions antàrtiques, tres de les quals va liderar. Després de l'expedició Nimrod (1907–1909) se'l reconeixia per la consecució del rècord d'arribar a la latitud 88° 23′ S, a 180 km del pol Sud. Fou també candidat, sense èxit, al Parlament del Regne Unit i va participar en diversos negocis amb l'objectiu d'obtenir ingressos per les seves exploracions polars.
Shackleton és especialment conegut per dirigir la infructuosa Expedició Imperial Transantàrtica, sovint coneguda com a Expedició Endurance, entre 1914 i 1916. Malgrat que Shackleton va fracassar en l'objectiu de creuar a peu el continent antàrtic, va demostrar les seves qualitats de lideratge —per les quals se'l recorda millor— quan el vaixell Endurance va quedar atrapat al gel i, posteriorment, es va trencar i enfonsar.
Shackleton, conegut pels seus contemporanis com "el Cap", va portar els seus homes a refugiar-se a l'illa Elephant abans de creuar 1.300 km de l'oceà Antàrtic fins a arribar a Geòrgia del Sud, en una barca amb cinc tripulants. En arribar a l'illa remota, Shackleton i dos dels seus homes creuaren un terreny muntanyós molt complicat, fins a arribar a una estació balenera per demanar el rescat dels seus homes abandonats a l'illa Elephant. Tots els tripulants de l'Endurance varen sobreviure a un calvari de 22 mesos a l'Antàrtida. Amb tot, tres homes del vaixell de suport, el Ross Sea Party, varen perdre la vida.
Shackleton fou una figura clau en l'edat heroica de l'exploració de l'Antàrtida al costat de Roald Amundsen, Douglas Mawson i Robert Falcon Scott, cada un d'ells famós per proeses que captaren l'atenció pública. Recentment, s'ha redescobert la seva figura per la seva capacitat de lideratge, i és tema de molts llibres i pel·lícules que destaquen la seva habilitat per liderar equips davant els reptes difícils.
El 9 de març de 2022 es localitza al fons del mar de Weddell a l’Antàrtida, a uns 3.000 metres de profunditat, les restes del vaixell Endurance.

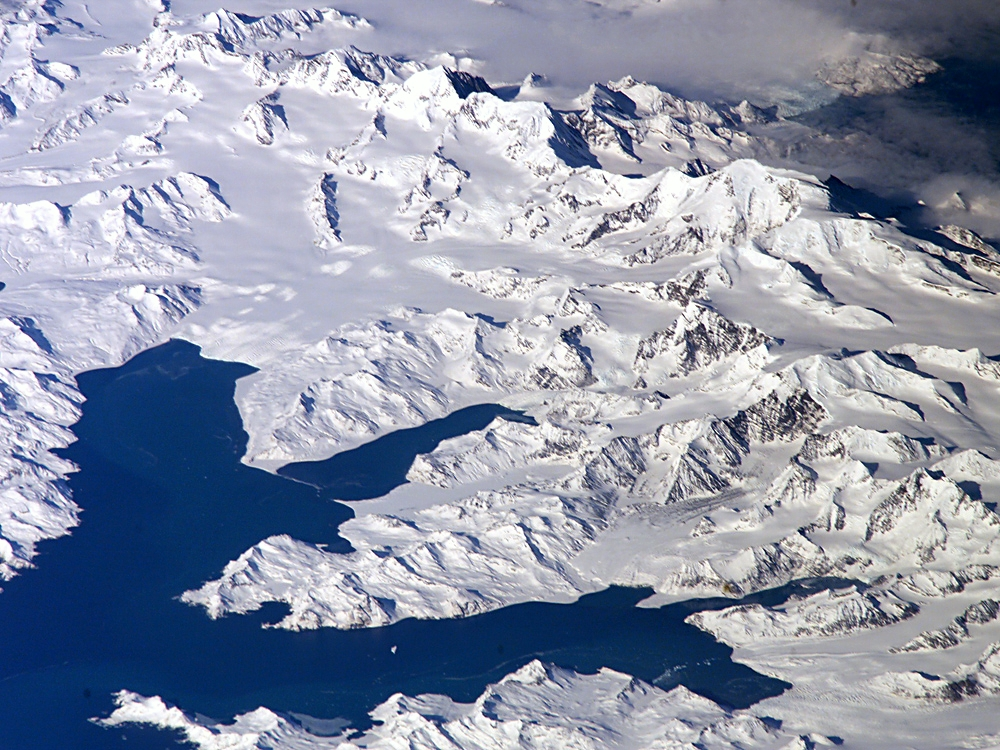
Geòrgia del Sud.

## Biografia

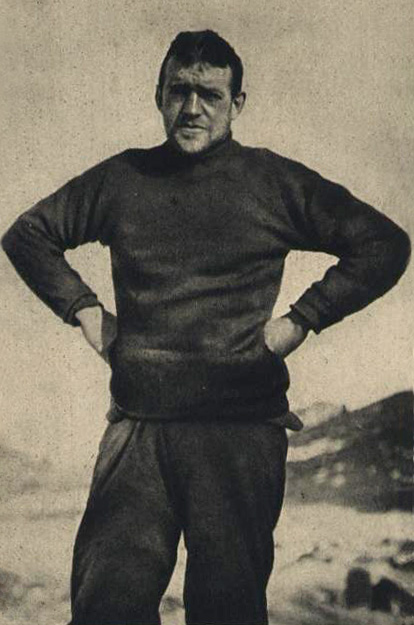
Ernest Shackleton a la regió polar, circa 1916.

### Infància
Ernest Shackleton va néixer el 15 de febrer de 1874, a Kilkea, prop d'Athy, (comtat de Kildare, Irlanda), a uns 50 km de Dublín. El pare d'Ernest, Henry, i la mare, Henrietta Letitia Sophia Gavan, eren d'origen angloirlandès. Ernest era el segon dels seus deu fills i el primer dels dos nois. De nen, va ser descrit com "brillant, amable... i de confiança". El 1880, amb sis anys, Ernest es traslladà a Dublín amb el seu pare, que estava estudiant medicina. Quatre anys més tard, la família marxà d'Irlanda a Sydenham, als afores de Londres; ho van fer per buscar uns millors ingressos i perquè la seva ascendència angloirlandesa els feia témer per la seva seguretat després de l'assassinat de Lord Frederick Cavendish a mans dels nacionalistes irlandesos. Ernest va ser educat per una institutriu fins als 11 anys, quan entrà a la Fir Lodge Preparatory School, a West Hill, per ser posteriorment educat entre els 13 i els 16 anys al Dulwich College, una escola pública per a nois. El jove Shackleton no es distingia com a estudiant i es deia que "s'havia avorrit" amb els seus estudis. Anys més tard comentaria:
| «                    | "Mai no aprenia gaire geografia a escola... literatura, tampoc; consistia en la dissecció, la sintaxi i l'anàlisi de certs passatges dels nostres grans poetes i escriptors en prosa... els professors haurien d'anar molt amb compte de no fer perdre per sempre el gust per la poesia fent-ho una tasca i una imposició." | » |
| — Ernest Shackleton, | |   |

Amb tot, finalment aconseguiria un cinquè lloc en una classe de trenta-un alumnes. A més, des de ben petit, Shackleton fou un lector voraç, la qual cosa li provocà una passió per l'aventura.

### Carrera marítima
Als 16 anys, Shackleton orientà la seva carrera enrolant-se a la marina mercant britànica. Prengué aquesta decisió per dues raons: en primer lloc, la matrícula per entrar de cadet en un vaixell de l'armada reial era massa cara i, en segon lloc, el seu pare li podia aconseguir feina a la North Western Shipping Company a bord del vaixell Hoghton Tower. Aquesta posició permeté a Shackleton experimentar la vida al mar sense la disciplina de l'armada. D'aquesta manera, el jove Shackleton es formà en el món de les relacions personals amb "oficials, enginyers, i també aprenents."
Després del seu primer viatge, Ernest va acceptar passar per un aprenentatge de quatre anys, i el 1896 passà els exàmens per ser "segon capità". Dos anys més tard, amb 24 anys, es convertia en capità, rang que l'autoritzava a dur el seu propi vaixell.
El 1900, mentre servia com a tercer oficial en el vaixell de tropes Tintagel Castell, Shackleton va conèixer Cedric Longstaff, fill del patrocinador d'expedicions antàrtiques Llewellyn Longstaff. Shackleton es va servir del seu amic per aconseguir una entrevista amb el seu pare, amb vista a obtenir una plaça en una propera expedició de Scott a l'Antàrtida que s'estava organitzant en aquell moment. Longstaff, impressionat pel seu entusiasme, el recomanà a Sir Clements Markham, responsable en cap de l'expedició. Shackleton va ser ràpidament acceptat com a membre de la British National Antarctic Expedition, més coneguda com a expedició Discovery. També va ser nomenat sublloctinent de la Royal Naval Reserve, una força de voluntaris de reserva de la Royal Navy.

## Anys d'expedicions

### Expedició Discovery (1901-1902)

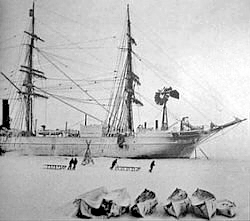
Discovery

La British National Antarctic Expedition, més coneguda com l'expedició Discovery, nom del vaixell RRS Discovery (1901-1904), fou liderada per Robert Falcon Scott amb l'objectiu de fer una recerca científica i l'exploració al llarg de la costa del mar de Ross, a l'Antàrtida.
Era la primera vegada que Scott liderava una expedició, i la seva experiència a la Reial Armada en aquest tipus de responsabilitats es limitava al comandament d'una llanxa torpedinera el 1893, que va fer encallar. A Shackleton se li assignà la funció d'avituallar el Discovery i preparar-lo per a l'expedició. Scott i Shackleton tenien diferents perfils i Scott, que s'havia entrenat a la Reial Armada, preferia una disciplina estricta; la relació entre Scott i Shackleton era tensa.
El Discovery salpà de Londres el 31 de juliol de 1901 en direcció a l'Antàrtida. El grup va passar dos estius a l'Antàrtida, i entre octubre de 1902 i febrer de 1903 Shackleton es va reunir amb Scott i Edward Wilson, cirurgià ajudant i zoòleg de vertebrats, en un viatge cap al sud que es feia amb l'objectiu d'aconseguir la màxima latitud possible. El viatge es desenvolupà sota unes condicions difícils: el menjar va resultar insuficient, els gossos estaven debilitats pel menjar contaminat, i el grup es va veure obligat a deixar els seus pesants trineus. El 31 de desembre de 1902, l'equip arribà al punt més meridional (82° 17 S), però no van poder continuar més cap al sud a causa del terreny, les severes condicions i un principi d'escorbut. Shackleton també va tenir una afecció de cor i pulmó. Amb tot, fou notable que arribessin a 869 km del Pol Sud i 386 km més al sud del que cap humà havia arribat.
Scott envià Shackleton a casa a bord del Morning, el vaixell d'auxili, amb l'excusa de la seva malaltia, tot i que gairebé estava recuperat. Roland Huntford, un destacat crític de Scott, ha postulat que a Scott el molestava la popularitat de Shackleton i utilitzà la salut com a excusa per apartar-lo. En efecte, Shackleton havia estat ben acceptat entre els seus homes, mentre que Scott havia reduït racions durant les marxes i exigia disciplina naval, obligant la tripulació a netejar les cobertes, malgrat que l'aigua es congelava.
Diana Preston va publicar una història què havia explicat uns anys més tard Albert Armitage, segon comandant de l'expedició, segons la qual Scott s'havia enfrontat amb el metge del vaixell quan li va dir que Shackleton no estava especialment malalt, tot responent: "Si no se'n torna malalt, tornarà amb deshonra." No hi ha cap altra prova d'aquest fet que l'acusació d'Armitage, que segons Preston era un home amargat. Ranulph Fiennes, biògraf de Scott, opina que hi ha poques proves que els dos estiguessin enemistats i que Shackleton va ser enviat a casa perquè, en efecte, estava malalt. Malgrat tot, Shackleton i Scott continuaven mantenint una correspondència amistosa, encara que l'experiència del Discovery s'ha descrit com "un moment" profundament decebedor "que defineix la vida de Shackleton". Encara que públicament eren amics, Shackleton i Scott continuaren rivalitzant per aconseguir grans proeses i varen competir pels recursos monetaris i les tripulacions.

### Entre les expedicions delDiscoveryi elNimrod

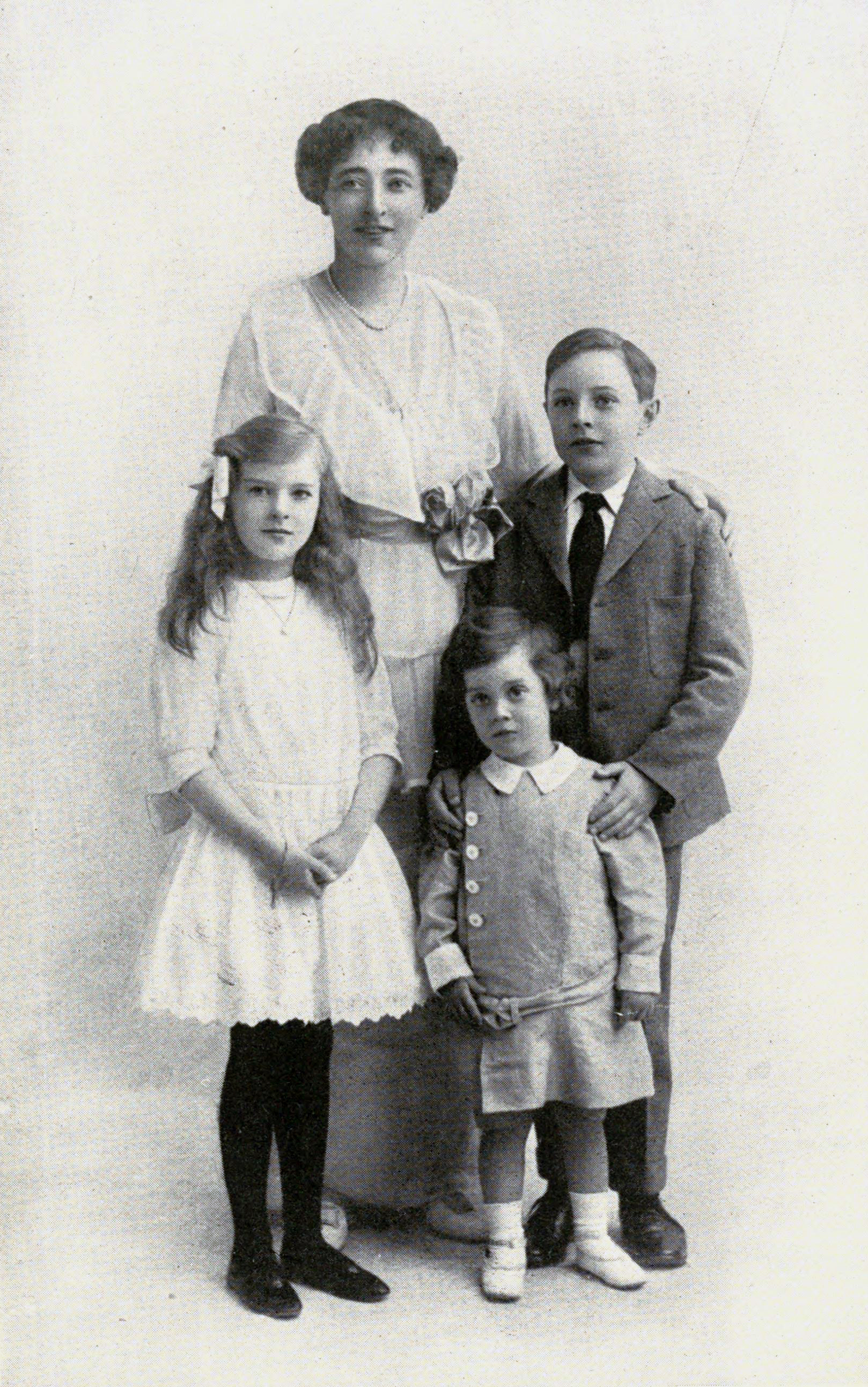
L'esposa d'Ernest Shackleton, Emily Dorman, i els seus tres fills

Shackleton va deixar el Discovery el 28 de febrer de 1903 aclamat per la seva tripulació, i embarcà al Morning cap a Lyttleton, Nova Zelanda. A mitjans de juny de 1903, tornava a Londres i es trobava una bona recepció, especialment de Sir John Murray, president de la Royal Scottish Geographical Society, i de Sir Joseph Hooker, un botànic de l'expedició antàrtica de James Clark Ross de 1839–1843. El presentaven com la primera persona "lloable" que tornava de l'expedició Discovery. Shackleton era conscient que els londinencs tenien un desig insaciable de sentir les seves narracions de l'Antàrtida, fet que li era de gran utilitat per posar els fonaments de futures expedicions.
Tot cercant una feina estable, Shackleton sol·licità una missió a l'Armada Reial, però, malgrat el patrocini de Sir Clements Markham, president del Royal Geographical Society i de la Royal Society, no ho va aconseguir. Amb la benedicció de Markham acceptà un càrrec provisional per ajudar a l'avituallament del Terra Nova, el segon vaixell de suport del Discovery, però va rebutjar l'oferta de navegar com a oficial. També va ajudar a equipar el canoner argentí Uruguay, que s'estava preparant per auxiliar l'expedició antàrtica de Nordenskiöld, que estava encallada. Llavors se li va oferir, i va acceptar, el secretariat de la Royal Scottish Geographical Society.
El 9 d'abril de 1904 es casà amb Emily Mary Dorman, de 35 anys, amb qui compartia l'amor per la literatura, especialment la de Robert Browning. El matrimoni tingué tres fills. Durant les seves exploracions, Shackleton va escriure llargues cartes a la seva esposa, però també va tenir uns quants afers extramatrimonials, incloent-n'hi un amb l'actriu americana Rosalind Chetwynd.
El 1905 Shackleton es convertí en accionista d'una empresa especulativa que aspirava a fer fortuna transportant tropes russes a casa des del Far East. Malgrat les seves garanties a Emily que "estem pràcticament segurs del contracte", res no va acabar d'encaixar. També s'aventurà en política, presentant-se, sense èxit, com a candidat del Partit Liberal Unionista per Dundee (Escòcia) a les eleccions generals del Regne Unit de 1906.
Mentrestant, va treballar per un ric industrial de Clydesdale, William Beardmore (posteriorment, Sir Invernairn), qui li va donar llibertat per entrevistar futurs clients i entretenir els seus amics de negocis. Tanmateix, Shackleton no va amagar la seva ambició de retornar a l'Antàrtida al capdavant de la seva pròpia expedició. Beardmore estava prou impressionat amb Shackleton per oferir-li ajuda financera, en el cas que no pogués obtenir altres donacions. Tot i això, el febrer de 1907 Shackleton presentava a la Royal Geographic Society els seus plans per una expedició a l'Antàrtic, els detalls de la qual foren publicats al butlletí de la Royal Society, Geographic Journal, amb el nom d'expedició britànica de l'Antàrtida. El propòsit de l'expedició era la conquesta d'ambdós pols, el Pol Sud geogràfic i el Pol Sud magnètic. Shackleton va treballar llavors per persuadir altres dels seus amics rics i coneguts perquè hi contribuïssin, incloent-hi Sir Phillip Lee Brocklehurst, que va subscriure 2.000 lliures (equivalents a 100.000 lliures del 2008) per assegurar un lloc a l'expedició, l'escriptor Campbell Mackellar i el magnat de la Guinness Lord Iveagh, que va assegurar la seva contribució dues setmanes abans de la sortida del vaixell expedicionari Nimrod.

### L'expedicióNimrod(1907-1909)

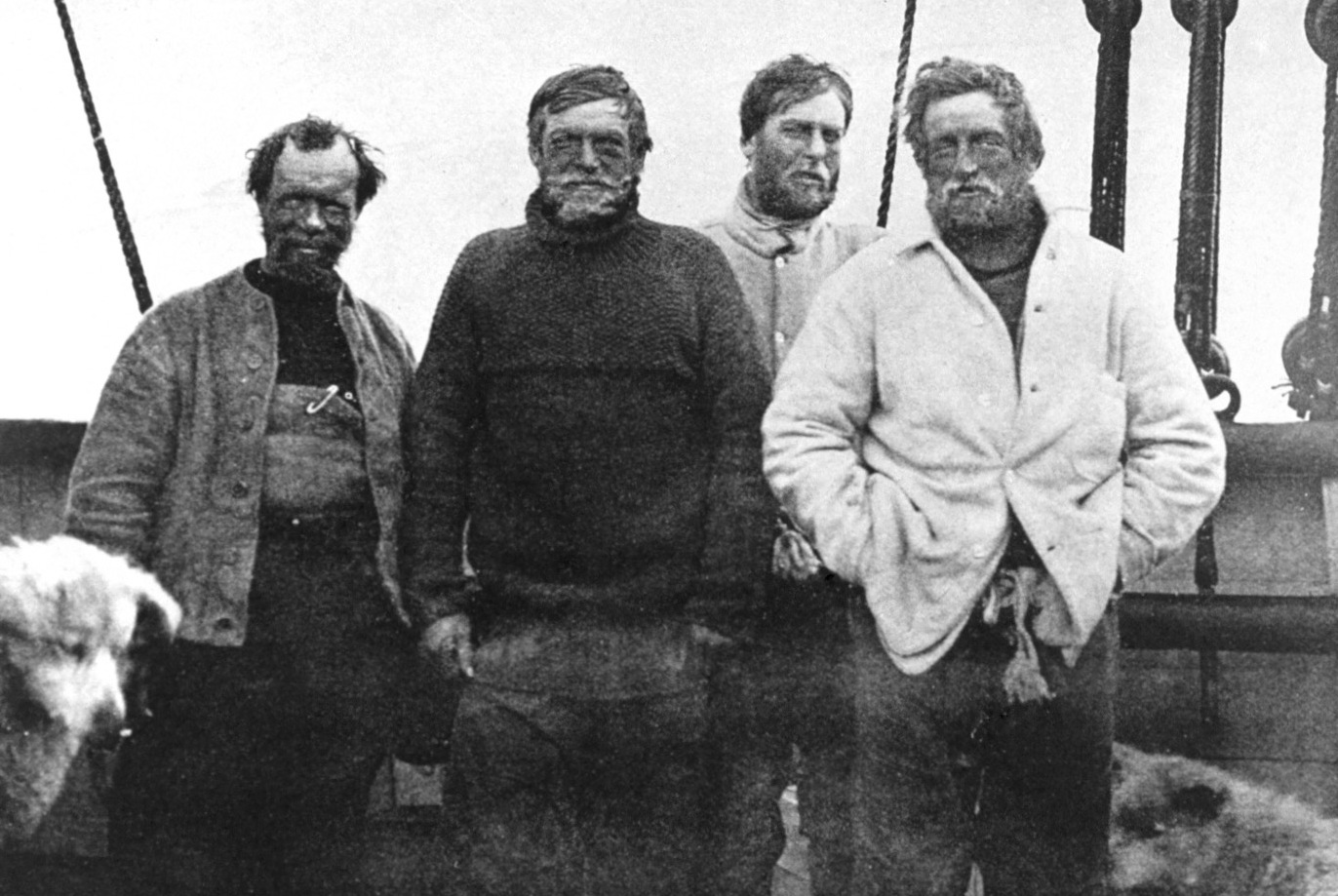
L'equip del Pol Sud (d'esquerra a dreta: Wild, Shackleton, Marshall i Adams

L'1 de gener de 1908, el Nimrod  navegava cap a l'Antàrtic des de Lyttleton Harbour, Nova Zelanda. Els plans originals de Shackleton havien previst utilitzar l'antiga base del Discovery a McMurdo Sound per llançar els seus intents d'arribar al Pol Sud i al pol magnètic. Tanmateix, abans de deixar Anglaterra va ser pressionat per donar a Scott la garantia que no s'ubicaria a l'àrea McMurdo, que Scott considerava "el seu propi camp de treball". Shackleton va acceptar amb reticències buscar com a quarters d'hivern la badia Balenes o bé la península d'Eduard VII.
Per estalviar carbó, el vaixell va ser remolcat 2.655 km amb el Koonya fins al gel Antàrtic. Shackleton va acordar repartir la despesa entre el govern de Nova Zelanda i la Union Steamship Company. En arribar a la barrera de gel de Ross el 21 de gener de 1908 es va trobar que aquesta havia crescut fins a ocupar tota la badia Balenes, i que les condicions del gel impedien establir una base segura en aquell punt. Una recerca per fondejar a la península King Edward VII es va mostrar igualment infructuosa i, per tant, Shackleton va haver de trencar el seu compromís amb Scott i va establir la seva base al McMurdo Sound. Amb tot, com que aquesta base era inaccessible a causa del mar gelat, Shackleton establí finalment la base al cap Royds, uns 39 km al nord del lloc planejat.
L'equip tenia la moral alta malgrat les difícils condicions i la malaltia d'alguns tripulants. L'estil de direcció inclusiu de Shackleton construïa una forta camaraderia, i va ser durant aquest viatge que li posarien el seu renom, the Boss.
El Pol Sud no fou assolit, però el 9 de gener de 1909 Shackleton i tres companys arribaven a un nou punt "més meridional" en conquerir la latitud de 88° 23 S, un punt que era només a 180 km del pol. L'equip del Pol Sud també va descobrir la ruta de la glacera Beardmore (anomenada així en honor del patró de Shackleton) cap a la plataforma antàrtica; varen ser els primers a "posar el peu" a la plataforma.Varen arribar de tornada al McMurdo Sound després de subsistir amb mitges racions durant bona part del perillós viatge de retorn. L'expedició va consumar altres metes, com la primera pujada del mont Erebus i un viatge a la localització aproximada del Pol Sud magnètic, aconseguida el 16 de gener de 1909 per Edgeworth David, Douglas Mawson i Alistair MacKay.
Shackleton va tornar al Regne Unit com un heroi i va ser nomenat Sir. Poc després publicava un llibre sobre l'expedició Nimrod titulat The Heart of the Antarctic (El cor de l'Antàrtida). Pel que fa al fracàs en la intenció d'arribar al Pol Sud, Shackleton comentava a la seva dona: "Millor un ase viu que un lleó mort."

### L'expedicióEndurance(1914-1916)

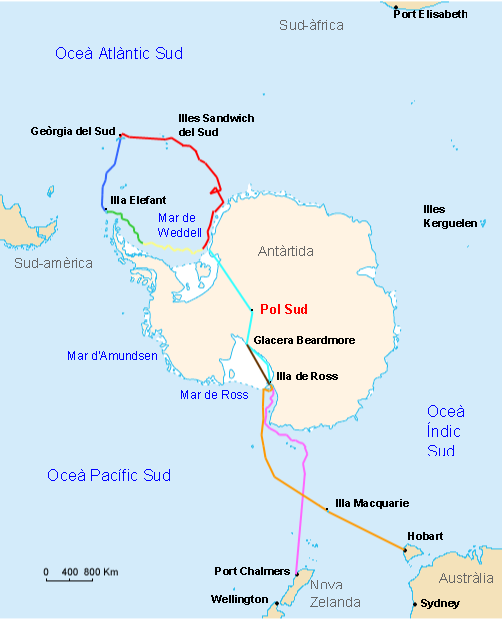
Mapa de les vies marítimes de l'Endurance, el James Caird i l'Aurora, la ruta de subministrament terrestre de l'equip del mar de Ross, i la via terrestre planejada de l'equip del mar de Weddell encapçalada per Ernest Shackleton en la seva expedició imperial transantàrtica de 1914-1915:
Viatge de l'Endurance
Deriva de l'Endurance en el gel
Deriva del bloc de gel després de l'enfonsament de l'Endurance
Viatge del James Caird
Ruta transantàrtica planejada
Viatge de l'Aurora a l'Antàrtida
Retirada de l'Aurora
Ruta de subministrament

Encara que l'Expedició Amundsen havia arribat al pol Sud el 1911, l'interès públic per l'Antàrtida continuava. Des de començaments de 1913 Shackleton cercava suport financer de patrocinadors que li permetés llançar la seva expedició Endurance, que portaria la bandera britànica a través del continent des del mar de Weddell fins al mar de Ross passant pel Pol Sud. La contribució més gran, 24.000 lliures (aproximadament 1,05 milions de lliures del 2008), va venir de James Key Caird. Shackleton també obtingué fons del govern britànic (10.000 lliures); de la Royal Geographical Society (1.000 lliures); de l'estibador Dudley de la Birmingham Small Arms Company (10.000 lliures), i de l'hereva de la indústria del tabac Dame Janet Stancomb-Wills, una suma no revelada.
Per la seva part, Shackleton reconeixeria la generositat d'aquests donants privats posant els seus noms als accidents geogràfics que va descobrir, com ara la Caird Coast i el promontory Stancomb-Wills.

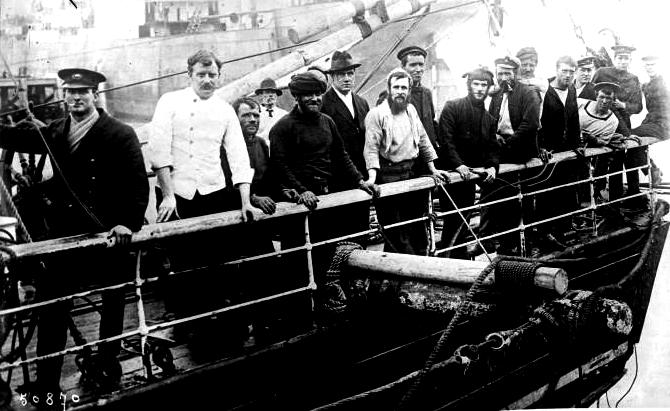
Alguns membres de la tripulació de l'Aurora.

L'interès per l'expedició fou enorme: Shackleton va rebre més de 5.000 inscripcions per participar-hi. Finalment, s'escollirien cinquanta-sis homes dividits en dos grups pels dos vaixells d'expedició: l'Endurance per l'equip del mar de Weddell i l'Aurora per l'equip del mar de Ross. Va escollir els candidats que considerava més qualificats, basant-se en la seva pròpia experiència —vuit venien del Nimrod— o per recomanació dels seus col·legues. Els mètodes d'entrevista de Shackleton a vegades semblaven excèntrics; ell creia que el caràcter i el temperament eren tan importants com les habilitats tècniques, i feia preguntes atípiques. Així, al físic Reginald James li va preguntar si cantava; altres eren acceptats a simple vista perquè a Shackleton li agradava el seu aspecte, o després d'interrogatoris molt breus. Aquest mitjà de selecció cercava assegurar la compatibilitat i camaraderia durant el difícil viatge que tenien per davant. Shackleton també "relaxava" algunes jerarquies tradicionals, i esperava que tots els homes, incloent-hi els científics, prenguessin part de les feines del vaixell, fins i tot tasques com fregar les cobertes.
L'Endurance deixà Plymouth cap a l'Antàrtida el 8 d'agost de 1914. Després d'aturar-se a Buenos Aires i Geòrgia del Sud, marxà cap al mar de Weddell el 5 de desembre. A mesura que navegaven cap al sud apareixien els primers gels, que els obligaren a progressar a poc a poc. Endinsats al Weddell, les condicions del mar empitjoren gradualment fins al 17 de gener de 1915, en què l'Endurance resta atrapat en un banc de glaç, i el 24 de febrer s'adonen que no serà possible alliberar-lo fins a la primavera següent, per la qual cosa Shackleton ordenà preparar-se per hivernar. Al maig, el sol de l'Antàrtida es pon per última vegada abans de l'hivern. No obstant això, quan la primavera va arribar la ruptura del gel i el subsegüent moviment de gegantins bancs de glaç va esberlar el buc del vaixell. Encara que l'Endurance resistís considerablement bé la pressió, el 24 d'octubre va xocar contra un gran bloc, i s'obrí una vía d'aigua. Després d'uns quants dies, el 27 d'octubre, amb la posició a 69° 05′ S, 51° 30′ O, Shackleton donà l'ordre d'abandonar el vaixell i els homes, les provisions i l'equip són transferits al gel. Mrs. Chippy, el gat estimat del fuster Harry McNish, i els cadells més joves nascuts durant l'expedició van haver de ser sacrificats d'un tret perquè Shackleton no pensava que sobrevisquessin al calvari prolongat que els esperava. El 21 de novembre de 1915, les restes del naufragi finalment s'escolaven sota el gel.
Durant gairebé dos mesos, Shackleton i els seus homes varen estar acampats sobre el banc de glaç a l'espera que es desplacés cap a l'illa Paulet, aproximadament a uns 400 km d'allí. El 23 de desembre Shackleton decidí començar a anar amb trineu cap a l'illa, però a causa dels constants canvis del banc de gel l'equip només aconseguí fer unes quantes milles, i Shackleton decidí tornar a acampar un altre cop (Camp de la Paciència) en un altre bloc, confiant que el desplaçament del gel els portés en la direcció correcta. El 17 de març, el seu camp de gel era a menys de 97 km de l'illa Paulet, però separats per un gel impracticable que els impedía d'arribar-hi mentre el bloc de gel continuava anant cap al nord.
El 9 d'abril el banc de glaç en el qual s'allotjaven es trencava en dos, i Shackleton decidí que la tripulació entrés als bots salvavides i es dirigís cap a la terra més pròxima. Després de set dies al mar en tres petits bots salvavides, els homes arribaren a illa Elephant.

#### Viatge delJames Caird

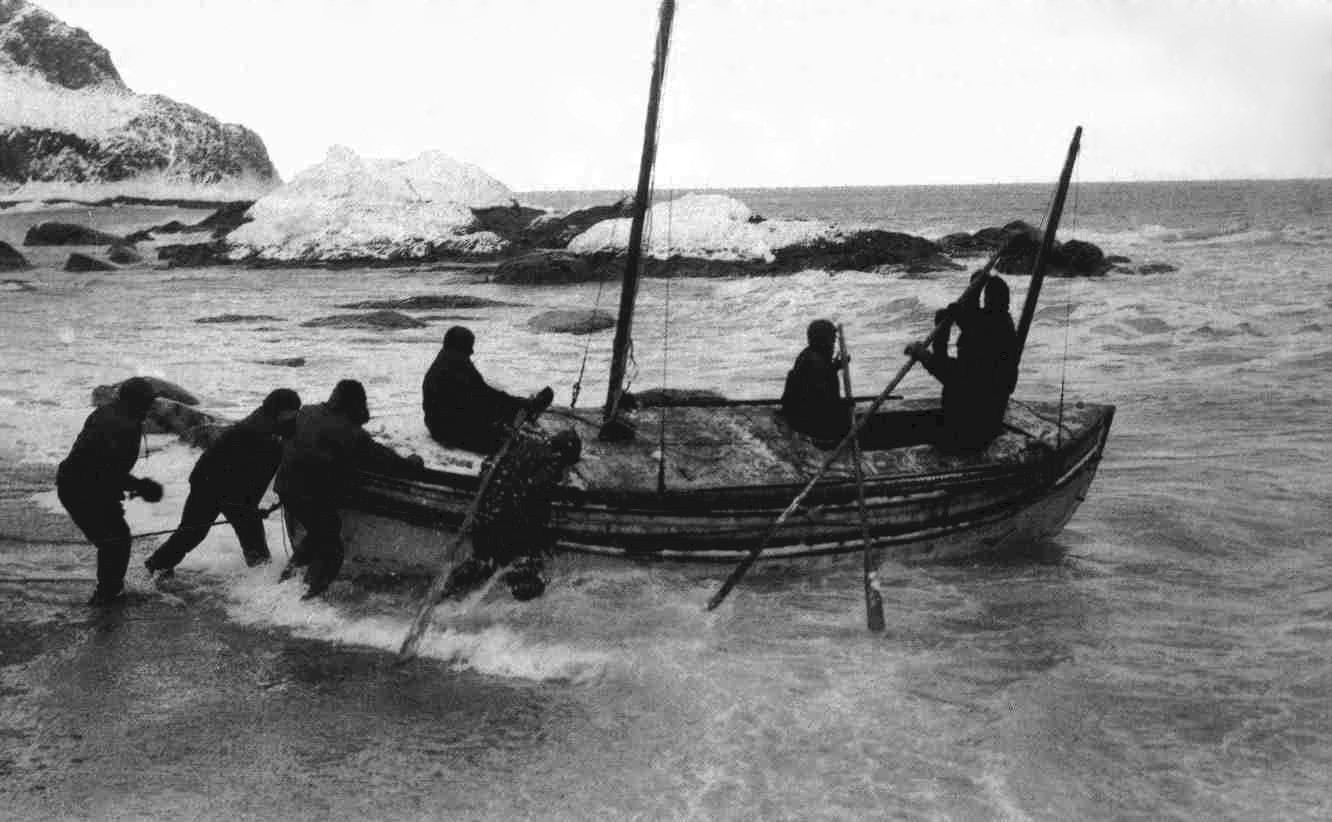
Aterratge del James Caird des de la costa de l'illa Elephant, el 24 d'abril de 1916.

L'illa Elephant era un indret allunyat de les rutes marítimes i, per tant, un mal lloc per esperar el rescat. Consegüentment, en arribar a l'illa, Shackleton va considerar que calia començar a cercar ajuda immediatament, i a ell li resultava obvi que havia de dirigir-se cap a Geòrgia del Sud, tot i que significava recórrer uns 1.300 km d'oceà obert en un dels bots salvavides. El bot salvavides James Caird va ser l'escollit per al viatge. Per acompanyar-lo en l'aventura, Shackleton va escollir els seus mariners més forts, John Vincent i Timothy McCarthy, així com l'experimentat oficial Thomas Crean; també va escollir McNish, que immediatament va fer millores en el bot salvavides. Morrell sosté que Shackleton va escollir McNish i Vincent per acompanyar-lo no només pel seu talent i duresa, sinó també perquè els notava desmotivats; no volia que l'atmosfera a l'illa Elephant es pogués trasbalsar. Sovint, Shackleton decidia tenir prop d'ell els tripulants més rebels, per evitar desmotivacions o tensions dins del grup.
La difícil tasca de portar la navegació va ser encomanada a Frank Worsley. Assegurar que estaven seguint el curs correcte era de màxima importància. Errar en el seu objectiu hauria condemnat la tripulació. Les aigües per les quals Shackleton i els seus companys havien de navegar amb un bot de set metres són de les més traïdores del continent. Els informes meteorològics confirmen que al passatge de Drake, entre l'Amèrica del Sud i l'Antàrtida, hi ha vents de 60-70 km/h una mitjana de 200 dies a l'any, que provoquen pujades de l'oceà de fins a sis metres.
L'observació dels estels necessària per a la navegació astronòmica només va ser possible quatre cops en els 1.300 km que durà la travessia. També varen estar acompanyats d'onades que arribaven als quinze metres. En un moment esgarrifós del viatge, Shackleton va escriure:
| «                          | A mitjanit estava al timó i de cop i volta m'adono d'una línia clara al cel entre el sud i el sud-oest. Aviso els altres homes que el cel s'estava aclarint, i llavors un moment més tard m'adono que el que havia vist no era una esquerda als núvols sinó la cresta blanca d'una ona enorme. Durant vint-i-sis anys d'experiència a l'oceà en tots els seus humors no m'havia trobat una ona tan gegantina. Era una agitació poderosa de l'oceà, una cosa força diferent dels mars encrespats que sovint han estat els nostres enemics incansables. Vaig cridar: "Per l'amor de Déu, resistiu! Ens ha enganxat!" Llavors va arribar un moment de suspens que ens semblà que durava hores. La blanca escuma del mar pujava i trencava al voltant nostre. Sentíem que el nostre vaixell s'alçava i era llençat endavant com un suro. Érem al centre d'un furiós caos d'aigua revoltada, però d'alguna manera el vaixell sobrevivia al mig de tot això, mig ple d'aigua, cedint al pes mort i estremint-se sota l'impacte. Vam treure l'aigua amb l'energia dels homes que lluiten per sobreviure, llançant-la pels costats amb tots els receptacles que venien a les nostres mans, i després de deu minuts d'incertesa sentíem el vaixell reprendre la seva vida. | » |
| — Ernest Shackleton, South | |   |

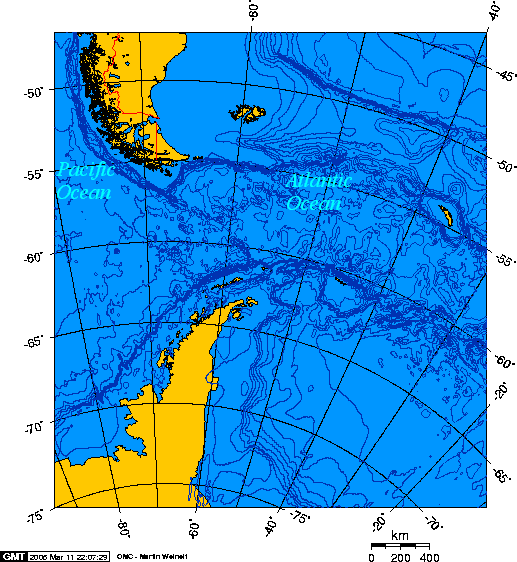
Mapa del passatge de Drake.

Shackleton havia rebutjat empaquetar subministraments per més de quatre setmanes, sabent que si no arribaven a terra abans d'aquell temps era que el vaixell s'havia perdut. I en efecte, després de 14 dies, la tripulació tenia a la vista Cave Cove, a Geòrgia del Sud. Per evitar atracar de nit en una costa desconeguda, Shackleton ordenà que el vaixell estigués retirat de la costa fins a l'arribada de les primeres llums. Durant l'espera s'aixecà una tempesta amb vents huracanats. Després de lluitar contra la tempesta durant nou hores, finalment van poder arribar a la costa.
Varen deixar McNish, Vincent i McCarthy en el punt d'aterratge, i Shackleton viatjà amb Worsley i Crean travessant un terreny muntanyós durant 36 hores fins a Stromness del Sud. Cap home no s'havia aventurat prèviament més enllà d'1 km cap a l'interior de l'illa. El grup de Shackleton va ser el primer a creuar Geòrgia del Sud. El següent intent reeixit no es va dur a terme fins al 1955. Arribaren trontollant a Stromness, on Shackleton i el seu grup foren benvinguts a la casa del cap de l'estació balenera.

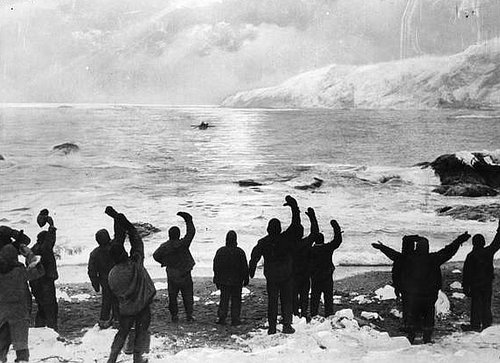
Shackleton retorna de l'illa Elephant, l'agost de 1916, i troba que tots els 22 homes que havia deixat havien sobreviscut. La foto de nitrat original de la sortida del James Caird va ser canviada pel fotògraf Frank Hurley per il·lustrar el retorn de Shackleton.

#### Rescat
Els tres primers intents de Shackleton per rescatar els seus homes de l'illa Elephant varen fracassar. Desesperat, finalment apel·là al govern de Xile, qui va oferir l'ajuda del Yelcho, un petit remolcador marítim de l'armada xilena. El Yelcho arribà a l'illa Elephant el 30 d'agost, i Shackleton ràpidament va evacuar els 22 homes que havia deixat enrere feia 105 dies. Encara que tots els membres del Weddell Sea Party del Shackleton varen sobreviure, l'equip del mar de Ross romangué encallat a cap Evans, a l'illa de Ross, perquè l'Aurora va quedar atrapat en el gel durant deu mesos i no s'hi podia arribar. Shackleton es retrobà amb l'Aurora a Nova Zelanda, i tornà per rescatar la tripulació del mar de Ross. Tres membres d'aquest equip varen perdre la vida.

### Primera Guerra Mundial
Shackleton tornà a Anglaterra el maig de 1917, mentre Europa es trobava en plena Primera Guerra Mundial. Patia d'una disfunció de cor, probablement agreujada pel cansament provocat pels seus viatges. Era massa vell per ser reclutat per l'exèrcit, però, tot i això, s'oferí com a voluntari i va demanar de manera repetida que l'enviessin al front de França com a capità de transport. En lloc d'això, el varen enviar a Buenos Aires amb la tasca de fer propaganda a l'Amèrica del Sud a favor de la causa britànica. Tot i no tenir cap qualificació com a diplomàtic, intentà sense èxit persuadir l'Argentina i Xile d'entrar en la guerra al costat dels aliats. Retornava a casa el 1918.
Més tard, es va demanar a Shackleton que dirigís una missió a Spitsbergen, una illa al nord de Noruega, més amunt del cercle polar àrtic, per establir una presència britànica en una mena d'operació de mines. Tanmateix, a Tromsø Shackleton va tenir un atac de cor i va haver de tornar. Malgrat tot, la tardor de 1918 es va unir a una expedició militar a Múrmansk, Rússia. L'armistici es va signar l'11 de novembre de 1918, dues setmanes després que aterrés a Rússia, i Shackleton retornà a casa per publicar South (Sud), el llibre on narra l'expedició de l'Endurance.

### Expedició Shackleton-Rowett i mort (1921-1922)

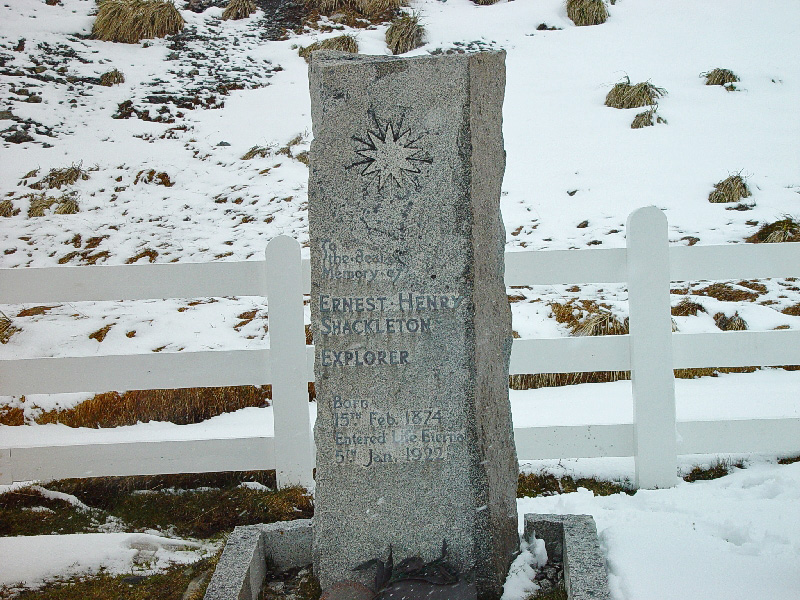
La tomba de Sir Ernest Shackleton, a Grytviken, Geòrgia del Sud.

Malgrat els esdeveniments de l'expedició de l'Endurance, Shackleton marxà un altre cop a l'Antàrtida a bord del Quest per circumnavegar l'Antàrtida per mar en la que es va anomenar Expedició Shackleton-Rowett. Tot i que alguns dels seus anteriors tripulants no havien rebut encara tot el sou per haver participat en l'expedició de l'Endurance, molts d'ells es varen apuntar amb el seu antic "cap". Tanmateix, quan la tripulació arribà a Rio de Janeiro, Shackleton va tenir un altre atac de cor. Tot i això, es negà a tornar a Anglaterra amb el vaixell, o a buscar algun tractament, i el Quest continuà el viatge cap al sud.
El 4 de gener de 1922, el vaixell arribà a les costes de Geòrgia del Sud. A primera hora del matí, el metge de l'expedició, Alexander Macklin, va ser cridat a la cabina de Shackleton i comprovà que el seu estat de salut era delicat. Macklin va suggerir a Shackleton que "en el futur es prengués les coses amb més tranquil·litat", i ell respongué: "Vostè sempre vol que deixi alguna cosa, què vol que deixi ara?" Aquestes varen ser les últimes paraules de Sir Ernest Shackleton; poc després, a les 2.50 a.m. del 5 de gener de 1922, moria d'un atac de cor mortal. Tenia 47 anys.
Macklin, que dirigí l'autòpsia, va concloure que la causa de mort fou un ateroma de les artèries coronàries agreujat per "l'esgotament durant un període de debilitat". Leonard Hussey, un veterà de l'expedició imperial transantàrtica, s'oferí a tornar el seu cos a la Gran Bretanya; tanmateix, mentre es trobava a Montevideo en ruta cap a Anglaterra, rebé un missatge de l'esposa de Shackleton en el qual li demanava que el seu marit fos enterrat a Geòrgia del Sud. Hussey ho feu així, i el 5 de març de 1922 Ernest Shackleton fou enterrat a Grytviken. Encara que Shackleton havia estat generós amb les famílies dels membres de les seves tripulacions, preocupant-se per ells en cas d'una mort accidental, no havia protegit prou la seva pròpia família i després d'enviudar la seva dona va haver de viure amb els seus propis recursos.

## Llegat

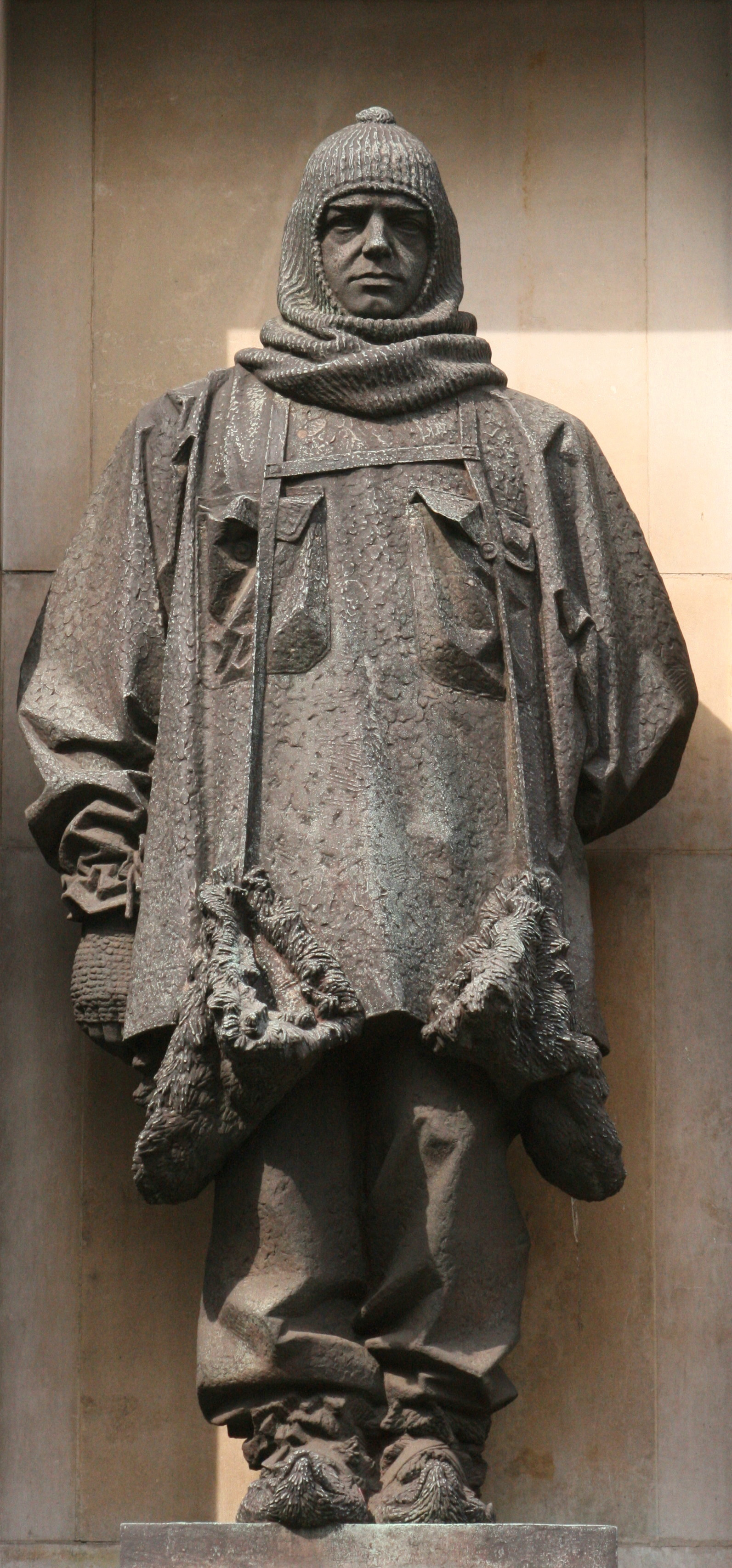
Estàtua d'Ernest Shackleton, obra de Charles Sargeant Jagger, davant la seu de la Royal Geographical Society.

Encara que els mèrits de Shackleton després de l'expedició Endurance no es varen reconèixer de manera immediata, anys més tard les seves proeses han estat el centre de molts llibres, documentals de televisió, organitzacions benèfiques, memorials i monuments. Cal destacar la James Caird Society, creada el 1994 per preservar la memòria de Shackleton i els seus èxits. La societat té el nom del benefactor de Shackleton, que també fou honrat amb el nom del bot utilitzat per viatjar des de l'illa Elephant a Geòrgia del Sud. El seu primer president fou el fill petit de Shackleton, Edward Shackleton, i la seva neta, Alexandra Shackleton, n'és presidenta vitalícia des de l'any 1995. La James Caird és a l'escola universitària de Dulwich, a Londres.

### Anunci de l'expedició
Popularment, s'atribueix a Shackleton la publicació del següent anunci al diari The Times destinat a reclutar tripulants per l'expedició Nimrod (1907-1909):
| «                        | (català) Es busquen homes: Per viatge perillós. Sou baix, fred intens, llargs mesos de foscor completa, perill constant, retorn segur dubtós. Honor i reconeixement en cas d'èxit. | (anglès) Men wanted for hazardous journey. Low wages, bitter cold, long hours of complete darkness. constant danger. Safe return doubtful. Honour and recognition in event of success. | » |
| — Sir Ernest Shackleton. | | |   |

Tanmateix, mai no s'ha pogut trobar cap original o còpia de l'anunci en el mateix diari. Altres fonts, com The Antartic Circle, va oferir un premi de 100 dòlars per qui trobés l'anunci sense obtenir-ne cap èxit.